# Spoorlijn 21A
Spoorlijn 21A is een Belgische spoorlijn die oorspronkelijk Hasselt verbond met Maaseik. Momenteel (2025) is van deze lijn nog enkel het baanvak van Hasselt tot aan het goederenstation Genk-Goederen in gebruik.

## Geschiedenis
In 1866 was Maaseik samen met Virton de enige arrondissementshoofdplaats die nog geen verbinding had via een spoorweg. Op 19 januari van dat jaar werden er drie voorstellen ingediend om een verbinding met Hasselt te realiseren. Op 3 juni 1870 werd de aanleg definitief goedgekeurd met de optie om de lijn later door te trekken tot Venlo en werd de concessie verleend aan de Banque générale pour favoriser l'agriculture et les travaux publics. De werken startten op 18 mei 1871 en op 3 maart 1874 werd de lijn ingereden. De doortrekking van de lijn naar Venlo werd nooit gerealiseerd. In 1879 werd de exploitatie van de lijn overgedragen aan de maatschappij S.A. du chemin de fer Hasselt-Maeseyck. De nationalisatie van de spoorlijn volgde pas in 1912.
Ondertussen was er op verscheidene Limburgse plaatsen steenkool gevonden. In 1911 werd reeds een plan opgesteld om de spoorlijn op twee sporen te brengen. De Eerste Wereldoorlog vertraagde echter deze plannen. Al het kolentransport naar Hasselt verliep via de enkelsporige spoorlijn waardoor de plannen uit 1911 reeds vlug dienden aangepast te worden. De steenkoolmijnen hadden intussen al zelf spoorverbindingen aangelegd naar de spoorlijn. In 1925 werd een nieuwe ringspoorlijn die langs de drie Genkse steenkoolmijnen liep, aangelegd tussen Boksbergheide en As. Het begin van de spoorlijn te Hasselt werd voorzien van een bredere bocht die meer naar het westen lag en het baanvak tot aan het begin van de ringspoorlijn werd ook op dubbelspoor gebracht. Op de ringspoorlijn zelf lag er dubbelspoor tot in Waterschei.

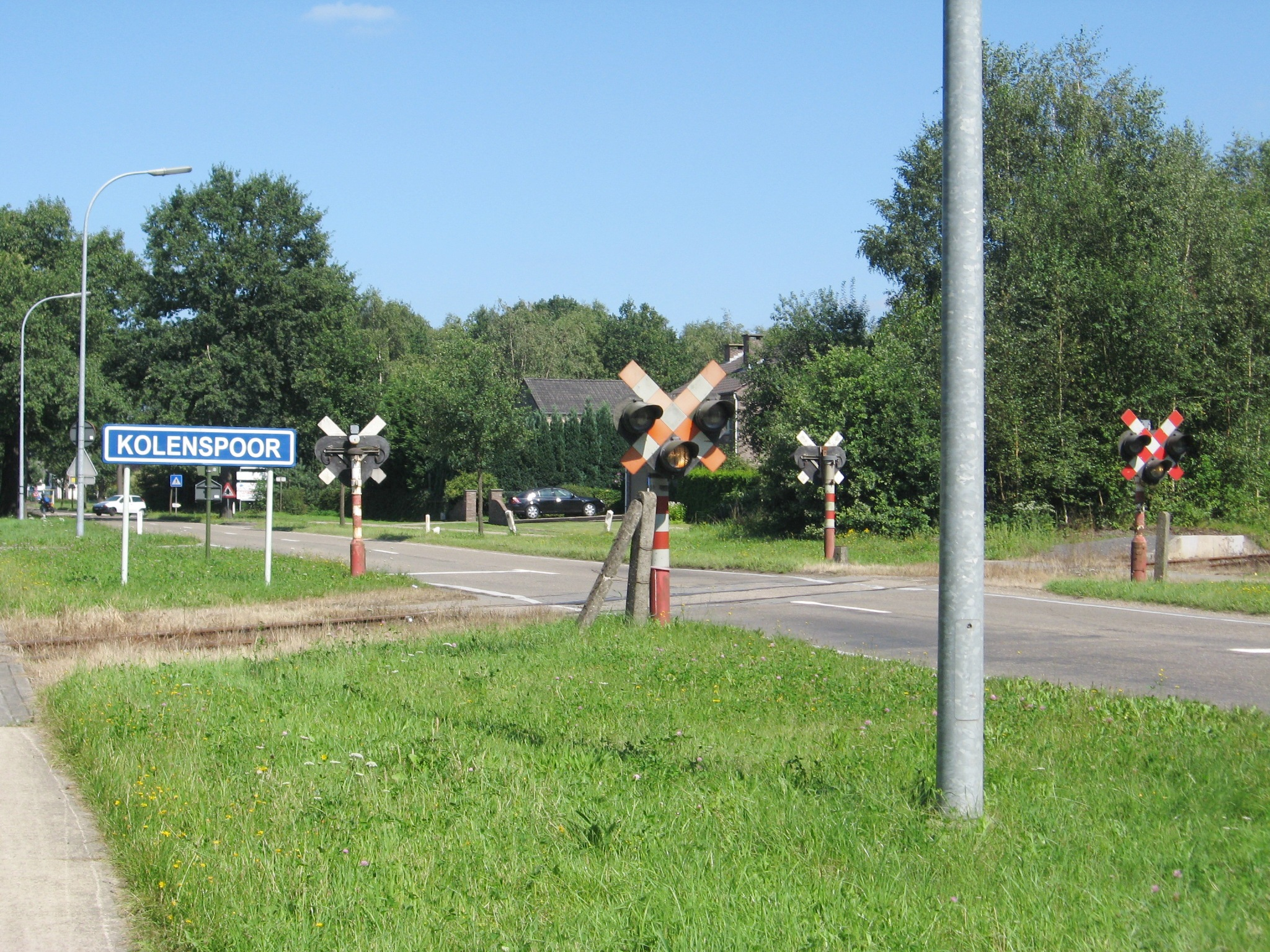
Spoorlijn 21A tussen Waterschei en As

In 1941 werd het rechtstreekse baanvak waarop het station Genk lag, opgeheven en in 1943 werden de sporen opgebroken. Op het einde van de jaren 1960 werd op de bedding de expresweg N75 aangelegd. De ringspoorlijn die oorspronkelijk een deel was van spoorlijn 21B werd nu een baanvak van spoorlijn 21A.
Op het einde van de jaren 1950 werd het reizigersverkeer opgeheven tussen As en Maaseik. Het goederenverkeer op dit vak werd in 1979 opgeheven en het traject werd in 1988 omgevormd tot een fiets- en wandelpad.
In 1979 werd het baanvak tussen Hasselt en de nieuwe aftakking in Boksbergheide geëlektrificeerd in het kader van de opening van de nieuwe spoorwegverbinding Hasselt-Genk waarvoor een nieuwe spoorlijn aangelegd werd vanaf de aftakking tot aan het nieuwe station Genk.
Rond 1983 werd ook het reizigersverkeer op de ringspoorlijn opgeheven. Na de sluiting van de steenkoolmijnen in 1988 werd ook het goederenverkeer tussen Winterslag en As stopgezet. In 1989 werd dit baanvak officieel gesloten en voorbehouden voor toeristische exploitatie. vanaf 2000 tot 2014 gebeurde de toeristische exploitatie van het baanvak door de vzw Kolenspoor. Thans (2025) is de toestand van het baanvak vanaf Genk-Goederen tot As dermate slecht dat de lijn volledig is stilgelegd.

## Treindiensten
De NMBS verzorgt het personenvervoer met IC, L en Piekuurtreinen.
| Serie | Route                                                           | Bijzonderheden            |
| ----- | --------------------------------------------------------------- | ------------------------- |
| IC 03 | Genk - Landen - Leuven - Brussel - Gent - Brugge - Blankenberge |                           |
| L 05  | Mol - Hasselt                                                   | Rijdt op zondag 1x/2u     |
| P     | Genk - Landen - Leuven - Brussel-Zuid                           | Rijdt alleen op werkdagen |
| P     | Genk - Landen - Leuven                                          | Rijdt alleen op werkdagen |
| P     | Genk - Hasselt                                                  | Rijdt alleen op werkdagen |

## Aansluitingen
In de volgende plaatsen is of was er een aansluiting op de volgende spoorlijnen:
Hasselt
Spoorlijn 21 tussen Landen en Hasselt
Spoorlijn 34 tussen Hasselt en Luik-Guillemins
Spoorlijn 35 tussen Leuven en Hasselt
Y Noord Δ Hasselt
Spoorlijn 35/1 tussen Y Noord Δ Hasselt en Y West Δ Hasselt
Y Zonhoven
Spoorlijn 15 tussen Y Drabstraat en Y Zonhoven
Y Boksbergheide
Spoorlijn 21D tussen Y Boksbergheide en Genk
Genk Goederen
Spoorlijn 18 tussen Winterslag en Eindhoven
Spoorlijn 21C tussen Genk-Goederen en Y Rooierweg
Zwartberg
Spoorlijn 18/1 tussen Zwartberg en Y West Δ Winterslag
As
Spoorlijn 21B tussen As en Eisden-Mijnen

## Verbindingsspoor
21A/1: Y Boksbergheide (lijn 21A, 21D) - Y Nieuw-Dak (lijn 21C), aangelegd in 1979, samen met lijn 21D

## Galerij

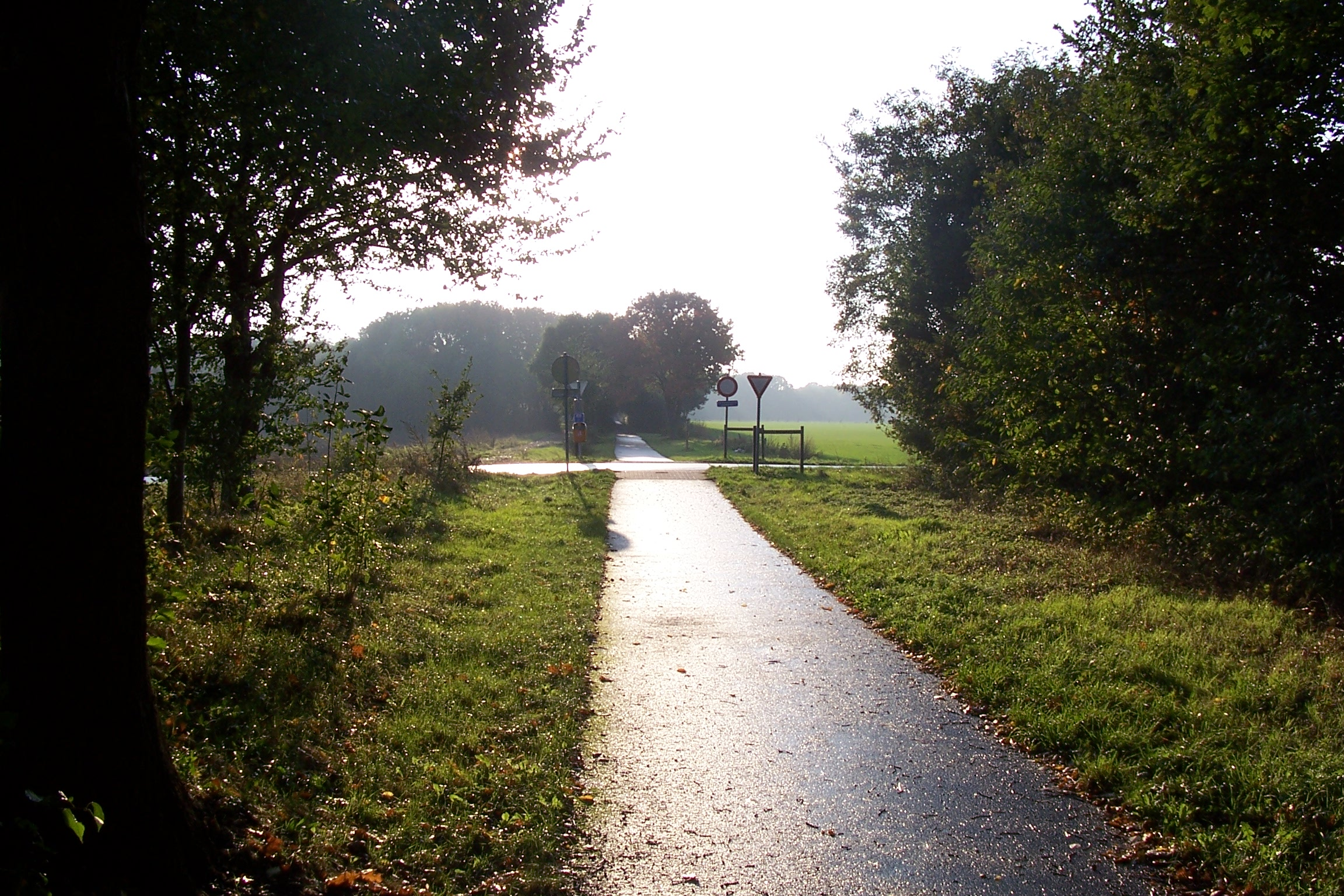
Fietspad over het opgebroken deel van de lijn in Maaseik-Wurfeld.
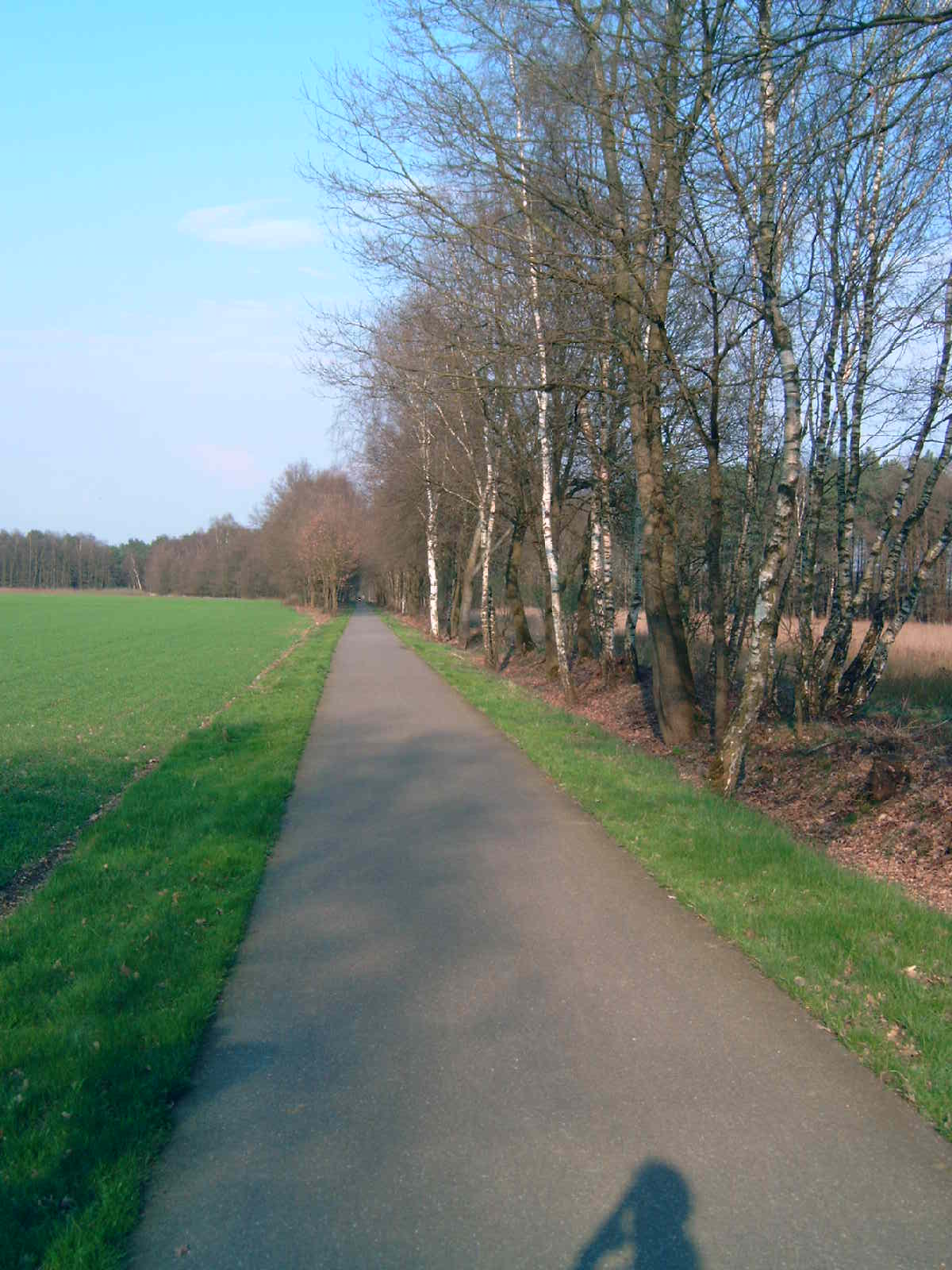
Fietspad over het opgebroken deel van de lijn in de buurt van het voormalige station Opoeteren-Dilsen.
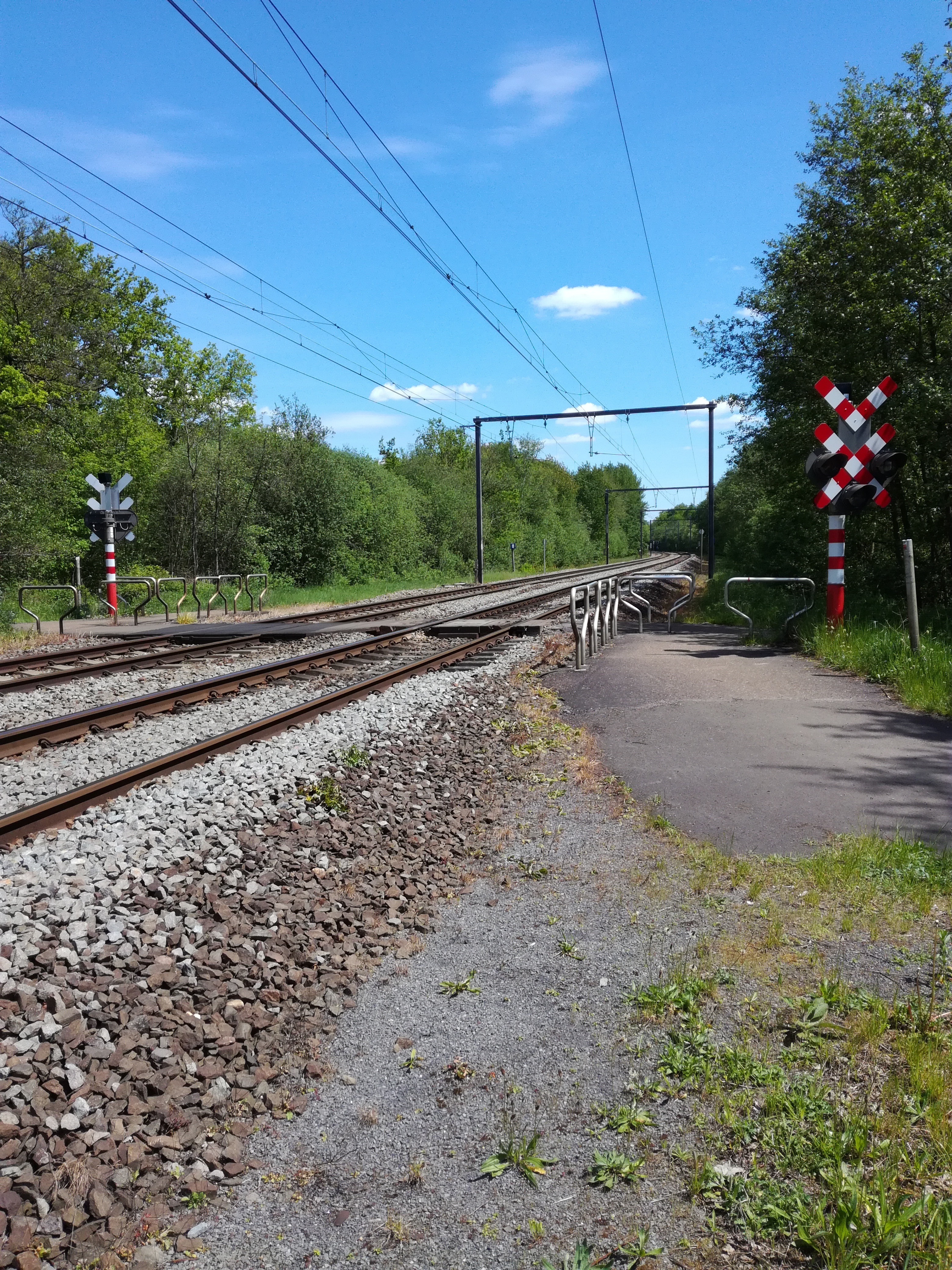
Spoorwegovergang nabij Genk.